# Таз-Тепе
Таз-Тепє́ (крим. Taz Töpe) — село, включене до складу Тінистого, знаходилося в східній частині сучасного села, під горою Сари-Таїс (народна назва Тарілка), уздовж лівого берега річки Качі. 

## Історія
Швидше за все, у часи Кримського ханства Таз-Тепе був одним з кварталів (маалле) Калимтая і самостійним селом не був. Згадане в Камеральному Описі Криму 1784 року як Качі Беш Пареси Кадилика село Таз Тюпе, далі в офіційних документах XIX століття майже не згадується: ні Відомості про всі поселення, в Сімферопольському повіті складаються… 1805 року, ні в «Списку населених місць Таврійської губернії за даними 1864 року», немає і в «Пам'ятній книзі Таврійської губернії 1889 року», тільки в довіднику «Волости и важнѣйшія селенія Европейской Россіи» 1886 року, згідно з яким в селі Тастопе при річці Качі, Дуванкойської волості, проживало 53 людини в 11 домогосподарствах, діяла мечеть.
Оскільки, реально село існувало, військові топографи акуратно відзначали його на своїх картах: в 1842 році — умовним знаком «мале село» (менше 5 дворів), на трьохверстовій карті 1865—1876 року — Таз-Тепе з 11 дворами, і на докладній карті 1890 року — в Таз-Тепе 16 дворів з кримськотатарським населенням. У Списку населених пунктів Кримської АРСР за Всесоюзним переписом 17 грудня 1926 р. Таз-Тепе не числиться, але позначений на кілометровій карті Генштабу Червоної армії 1941 року, при цьому, на двохкілометровці РСЧА 1942 року його немає. Указом Президії Верховної Ради РРФСР від 18 травня 1948 року, Таз-Тепе, як самостійне село, об'єднане з Тінистим.